# Casino Royale (roman)
Pour les articles homonymes, voir Casino Royale.
Casino Royale [kæˈsinoʊ ˈɹɔɪəl] est le premier roman d'espionnage de l'écrivain britannique Ian Fleming et le premier roman mettant en scène le personnage de James Bond. Il est publié le 13 avril 1953 au Royaume-Uni. Une première traduction française (infidèle et incomplète) paraît en 1960 sous le titre Espions, faites vos jeux puis une seconde traduction sous le titre Casino Royal en 1964 ; une troisième traduction parue en 2006 reprend le titre original.
L'agent secret britannique James Bond est envoyé au casino de Royale-les-Eaux pour affronter Le Chiffre, le trésorier d'un syndicat communiste français et un agent soviétique. Ce dernier a perdu l'argent confié par le SMERSH et cherche à le récupérer au plus vite lors d'une partie de baccara. Bond va devoir mobiliser ses talents de joueur et d'espion pour l'en empêcher. Il est aidé par Vesper Lynd, envoyée par le SIS, ainsi que par l'agent français René Mathis du Deuxième Bureau et l'agent américain Felix Leiter de la CIA.
Le roman est un succès immédiat au Royaume-Uni et doit être réédité seulement un mois après sa sortie. Il ouvre ainsi la voie à une longue série de livres racontant les aventures de l'espion anglais. Le personnage de James Bond deviendra célèbre dans le monde entier et sera au cœur de nombreuses adaptations au cinéma, à la radio, en bande dessinée et en jeu vidéo.
Le roman est adapté en comic strip en 1958 et en roman graphique en 2017. Il est également adapté à l'écran à trois reprises : un téléfilm américain de 1954 avec Barry Nelson dans le rôle de l'espion anglais, un film parodique de 1967 avec David Niven dans la peau de l'agent 007, et le film d'action de 2006, 21e opus de la série de films d'EON Productions, avec Daniel Craig en James Bond.

## Résumé
L'agent secret britannique James Bond (007) est chargé par M, directeur du SIS, de participer à une partie de baccara au casino de Royale-les-Eaux en France. Il doit affronter et battre Le Chiffre, un agent des services secrets soviétiques travaillant comme trésorier d'un syndicat communiste français, le Syndicat des Ouvriers d'Alsace,. Ce dernier cherche à récupérer au plus vite l'argent confié par le SMERSH, le service de contre-espionnage soviétique, qu'il a perdu dans une tentative de création d'une chaîne de maisons closes. Pour Le Chiffre, c'est une question de vie ou de mort ; pour le SIS, c'est l'occasion de porter un coup aux Soviétiques. Sur place, Bond se fait passer pour un riche Jamaïcain britannique avec comme conquête Vesper Lynd, qui est en réalité l'assistante du chef de la section S (Union soviétique) du SIS et lui sert d'agent de liaison. Mais sa couverture est éventée avant même son arrivée, et il échappe de justesse à une tentative d'assassinat à la bombe. Il reçoit l'aide de son ami René Mathis, agent secret français du Deuxième Bureau, et fait la connaissance de Felix Leiter, agent secret américain de la CIA.

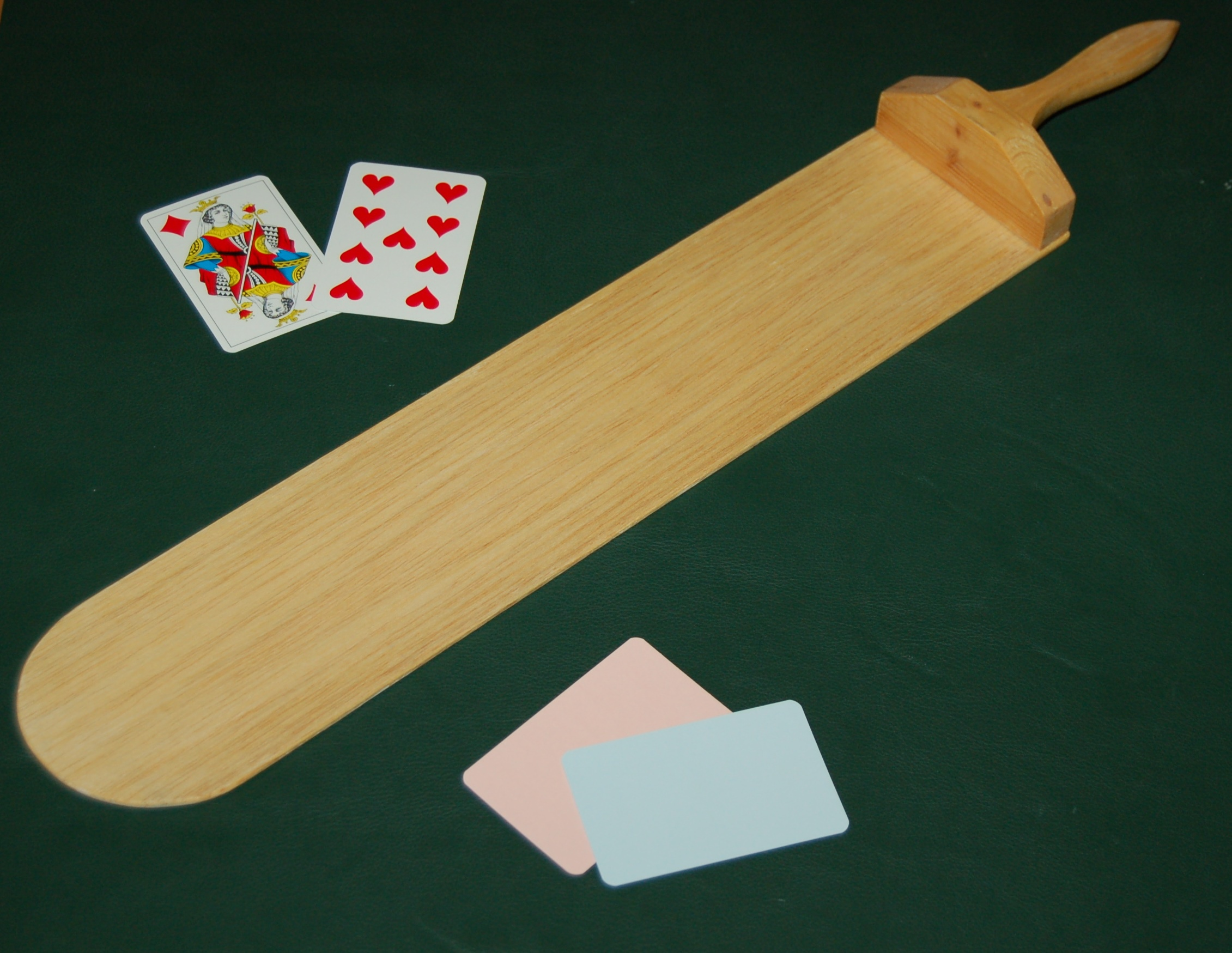
Palette du jeu de baccara.

La partie de baccara commence tard dans la soirée avec dix joueurs autour de la table. En quelques heures seulement, Bond perd les 20 millions de francs (520 000 euros valeur 2024 confiés par le SIS. Alors qu'il contemple son échec, Felix Leiter lui remet une enveloppe contenant 32 millions de francs (830 000 euros valeur 2024) au nom du Plan Marshall. La partie tourne alors au duel entre Le Chiffre et Bond. Devant la foule du casino, Bond bat Le Chiffre et remporte le pot de 70 millions de francs (1,83 million d'euro valeur 2024). Après avoir récupéré et caché l'argent, il retrouve Vesper pour fêter la réussite de leur mission.
C'est sans compter sur Le Chiffre, qui, désespéré, enlève Vesper. Bond le prend en chasse en voiture mais se retrouve lui aussi capturé. Le Chiffre torture violemment Bond pour obtenir l'emplacement de l'argent, mais il est abattu par un agent du SMERSH avant d'avoir pu faire craquer 007. N'ayant pas reçu l'ordre de tuer Bond, l'assassin soviétique lui laisse la vie sauve, mais prend néanmoins le soin de marquer le dos de sa main de la lettre cyrillique « Ш » (pour Шпион, Chpione, Espion) afin qu'il soit reconnu comme un espion par les autres agents du SMERSH.
Bond se réveille dans un centre de soin de Royale-les-Eaux. Fortement marqué par sa mission, il exprime à Mathis sa volonté de démissionner du Service. Alors qu'il récupère lentement de ses blessures, les visites quotidiennes de Vesper lui font réaliser qu'il est amoureux d'elle. Ils se retirent ensemble dans une maison d'hôte tranquille et deviennent amants. Mais le comportement de Vesper est étrange, elle s'inquiète en permanence d'être suivie. Un jour, la vue d'un borgne du nom de Gettler la terrifie. Au petit matin, Bond découvre qu'elle s'est suicidée. Sa lettre d'adieu lui révèle qu'elle est un agent double au service des soviétiques. Elle s'est mise à collaborer après que son petit ami, un pilote polonais de la Royal Air Force, a été enlevé et retenu en otage par le SMERSH. Elle a tenu les Russes au courant de la mission de Bond et a même mis en scène son kidnapping. Tombée amoureuse de Bond, elle espérait pouvoir commencer une nouvelle vie, mais la vue de Gettler, un agent du SMERSH, lui a fait comprendre qu'elle ne serait jamais libre. Elle préfère mettre fin à ses jours pour protéger Bond. Ce dernier informe ses supérieurs de la trahison de Vesper et annonce froidement que « la garce est morte ».

## Personnages
Le roman met en scène l'agent secret britannique James Bond du SIS face à Le Chiffre, le trésorier d'un syndicat communiste français et un agent des services secrets soviétiques. La James Bond girl est Vesper Lynd, une employée du SIS faisant équipe avec Bond. Plusieurs personnages récurrents de la série littéraire sont présents : M, le directeur du SIS, Miss Moneypenny, sa secrétaire personnelle, Bill, son chef d'État-Major, René Mathis, un agent secret français du Deuxième Bureau et un ami de Bond, et Felix Leiter, un agent secret américain de la CIA.

### Principaux
- James Bond (007) : agent secret britannique du SIS chargé de battre Le Chiffre à une partie de baccara au casino de Royale-les-Eaux, ville française fictive.
- Le Chiffre : agent des services secrets soviétiques travaillant comme trésorier d'un syndicat communiste français. Il cherche à récupérer au baccara l'argent du SMERSH qu'il a perdu dans une tentative de création d'une chaîne de maisons closes.
- Vesper Lynd : assistante personnelle du chef de la section S (Union soviétique) du SIS. Elle sert d'agent de liaison à James Bond lors de sa mission.
- René Mathis : agent secret français du Deuxième Bureau et ami de James Bond.
- Felix Leiter : agent secret américain de la CIA présent en tant qu'observateur.
- M : directeur du SIS, les services secrets britanniques.

### Secondaires
- Chef de la section S (Union soviétique) du SIS.
- Bill : chef d'État-Major du SIS, bras-droit de M.
- Miss Moneypenny : secrétaire personnelle de M.
- Mr et Mrs Du Pont : riches joueurs de baccara.
- Basile et « Le Corse » : gardes du corps de Le Chiffre.
- Assassin du SMERSH.
- Ms Gibson : infirmière anglaise du centre de soin de Royale-les-Eaux.
- Médecin du centre de soin de Royale-les-Eaux.
- M. et Mme Versoix : propriétaires de la maison d'hôtes.
- Adolph Gettler : agent du SMERSH.

## Lieux
Le roman se déroule entièrement dans le nord-ouest de la France (Seine-Maritime alors nommé Seine-Inférieure et Somme) autour de la ville fictive de Royale-les-Eaux (25 chapitres). Seule une analepse se déroule à Londres au Royaume-Uni (2 chapitres). Royale-les-Eaux est également présente dans le roman Au service secret de Sa Majesté et dans la nouvelle For Your Eyes Only, James....

### France

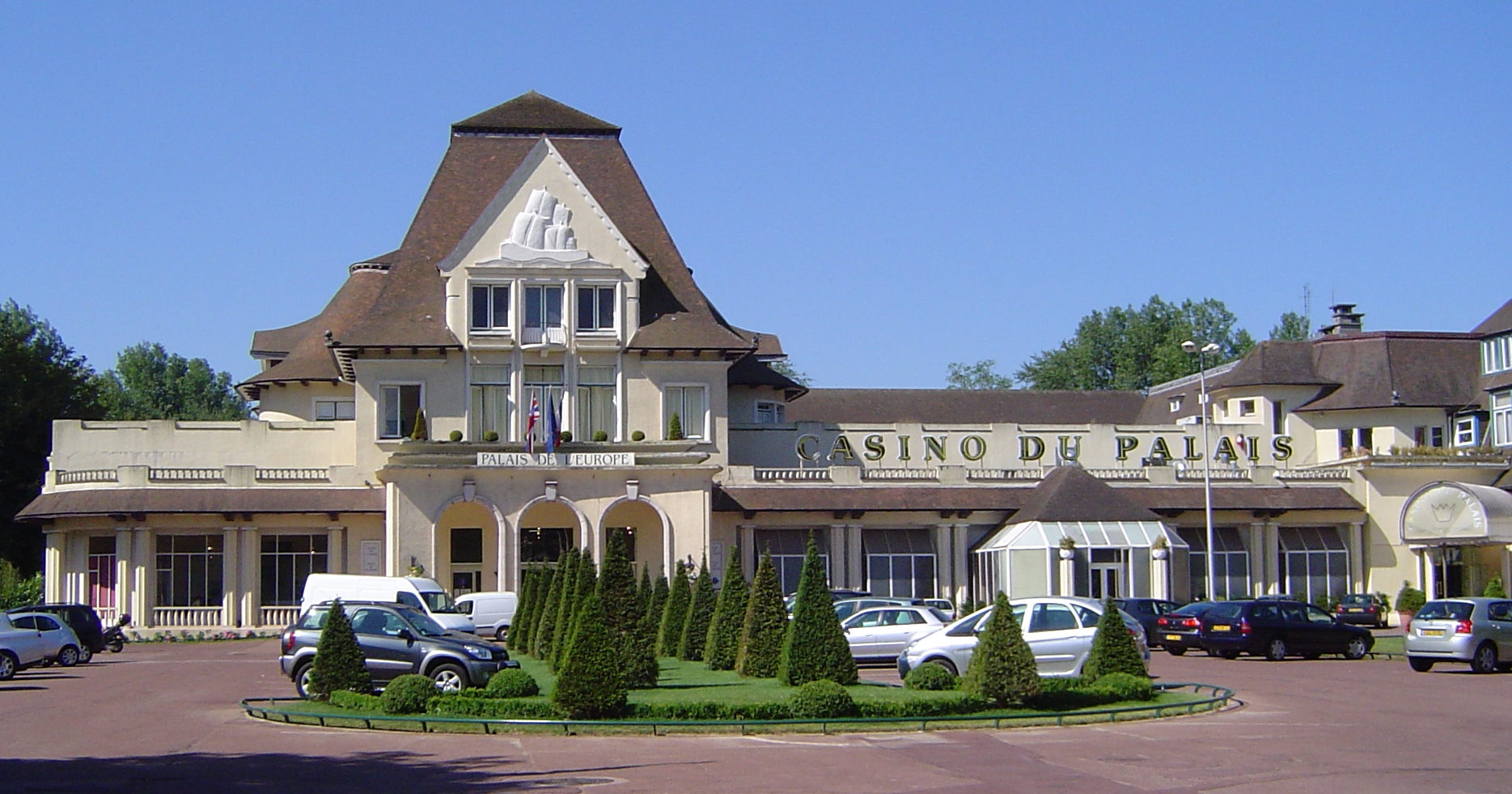
Casino de la Forêt au Touquet, rival du Casino Royale.

Royale-les-Eaux est une station balnéaire fictive située au nord de Dieppe, près de la baie de Somme dans le Nord de la France,. Bond loge à l'hôtel Splendide qui est proche du Casino Royale où se déroule la partie de baccara. Il rencontre Vesper pour la première fois au bar de l'hôtel Hermitage et fête sa victoire dans la boîte de nuit du Roi galant. Il se remet de ses blessures au centre de soins de la ville.
La villa du Chiffre, appelée Les Noctambules, se situe sur la côte au sud de Royale-les-Eaux, tout comme la maison d'hôtes où se reposent Bond et Vesper.

### Royaume-Uni
Dans une analepse, James Bond est briefé sur sa mission dans le bureau de M, au dernier étage du siège du SIS donnant sur Regent's Park à Londres au Royaume-Uni.

## Écriture

### Historique
Ian Fleming écrit le roman en deux mois à partir de janvier 1952 dans sa résidence Goldeneye située en Jamaïque. Il remet le roman terminé à son ami le poète sud-africain William Plomer qui était un lecteur pour la maison d'édition Jonathan Cape.

### Inspirations
Selon Ian Fleming, son inspiration est venue de quelques incidents qui se sont passés pendant sa carrière au sein des services de la Marine britannique. Le premier, qui est la base du roman, est un voyage de Fleming et de l'amiral Godfrey, directeur du Naval Intelligence, pendant la Seconde Guerre mondiale au Portugal, avant d'aller aux États-Unis. Ils se sont rendus au casino d'Estoril qui, à cause de la neutralité du Portugal, fourmille d'espions. Fleming indique qu'il a été lessivé par Duško Popov, un agent allemand à une table de baccara. L'amiral Godfrey raconte une autre histoire : Fleming a seulement joué avec des hommes d'affaires portugais et c'est ensuite qu'il a imaginé qu'ils étaient des agents allemands. Dusko Popov raconte dans ses mémoires Tricycle qu'il a en fait bluffé un riche Lituanien vantard, ce dont a été témoin Fleming.
La tentative d'assassinat sur James Bond à Royale-les-Eaux est également, selon Fleming, tirée d'une histoire vraie. Son inspiration serait venue d'une tentative d'assassinat sur Franz von Papen qui était vice-chancelier du Reich et ambassadeur en Turquie. Comme Bond, Papen a réussi à survivre à cette tentative d'assassinat perpétrée par des Bulgares grâce à des arbres qui l'ont protégé du souffle de l'explosion.

## Publication et réception

### Publication

Neuf de cœur, sujet de la couverture originale.

Casino Royale est publié le 13 avril 1953 au Royaume-Uni par l'éditeur Jonathan Cape. La couverture de cette première édition, conçue par Ian Fleming lui-même, représente neuf cœurs en sang sur fond gris — rappelant la carte neuf de cœur — avec la phrase « A Whisper of Love, A Whisper of Hate » (« Un murmure d'amour, un murmure de haine ») inscrite dans une couronne végétale entourant le cœur central. Le roman est un succès : les 4 750 exemplaires sont vendues en seulement un mois. Il doit être réédité une première fois en mai 1953, puis une seconde fois en mai 1954. Aux États-Unis, Casino Royale est publié le 23 mars 1954 par Macmillan Publishers,.
En France, la traduction de Jean Messin est publiée en 1960 chez Presses internationales dans la collection Inter-Espions sous le titre Espions faites vos jeux. Elle comporte d'importants changements par rapport à l'œuvre originale (ajouts, suppressions, changements…). Une nouvelle traduction d'André Gilliard paraît en 1964 chez Plon sous le titre Casino Royal (sans le « e »). Cette version est rééditée de nombreuses fois par plusieurs éditeurs. Une troisième traduction de Pierre Pevel parait en 2006 chez Bragelonne sous le titre Casino Royale (avec le « e »).
- (en) Casino Royale, Londres, Jonathan Cape, 1953
- Espions faites vos jeux (trad. Jean Messin), Paris, Presses internationales, coll. « Inter-Espions » (no 12), 1960 (BNF 32957383)
- Casino Royal (trad. André Gilliard), Paris, Plon, 1964, 249 p. (BNF 33007558)
- Casino Royale (trad. de l'anglais par Pierre Pevel), Paris, Bragelonne, 2006, 237 p. (ISBN 978-2-35294-011-1, BNF 41029235)

## Adaptations

### Bande dessinée
Le roman est adapté une première fois en bande dessinée en 1958. L'auteur Anthony Hern et le dessinateur John McLusky (en) créent un comic strip quotidien publié du 7 juillet au 13 décembre 1958 dans le tabloïd britannique Daily Express. Titan Books (en) réédite le comic strip au Royaume-Uni le 25 février 2005 dans l'album anthologique Casino Royale regroupant également les aventures Vivre et laisser mourir et Moonraker.
Le roman est adapté une seconde fois en bande dessinée en 1969 par l'éditeur chilien Zig Zag.
Le roman est adapté une troisième fois en bande dessinée en 2017. L'auteur Van Jensen et le dessinateur Dennis Calero (en) créent un roman graphique publié le 17 octobre 2017 chez Dynamite Entertainment,.

### Cinéma & télévision
| - Barry Nelson - David Niven - Daniel Craig |

Une première adaptation filmée du roman est réalisée en 1954 par la télévision américaine. La chaîne CBS diffuse en direct le téléfilm Casino Royale le 21 octobre 1954 en tant que troisième épisode de la série télévisée anthologique Climax!. L'acteur Barry Nelson y incarne James « Jimmy » Bond, Peter Lorre interprète Le Chiffre et Linda Christian joue la James Bond girl,. L'adaptation change la nationalité de James Bond qui devient un agent américain de la CIA, tandis que Felix Leiter devient un agent britannique renommé Clarence. La James Bond girl s'appelle désormais Valérie Mathis, du nom de l'agent français René Mathis supprimé de l'histoire.
Une seconde adaptation, cette fois cinématographique, est produite en 1967 par Columbia Pictures. Le film Casino Royale est une parodie américano-britannique co-réalisée par cinq réalisateurs. La distribution d'ensemble compte David Niven en James Bond, Orson Welles en Le Chiffre, Ursula Andress en Vesper Lynd, ainsi que de nombreux autres acteurs connus dont Peter Sellers, Woody Allen, Deborah Kerr et Jean-Paul Belmondo,. Le producteur Charles K. Feldman avait décidé de donner un ton humoristique au film afin de ne pas être en concurrence frontale avec la série de films d'EON Productions.
Une troisième adaptation cinématographique est produite en 2006 par EON Productions en tant que 21e opus de sa série de films de James Bond. Le film Casino Royale réalisé par Martin Campbell met en scène Daniel Craig pour la première fois dans le rôle de 007 aux côtés de Mads Mikkelsen en Le Chiffre et Eva Green en Vesper Lynd,. Le film est un reboot de la saga cinématographique, montrant la première aventure de l'espion anglais tout juste promu agent 00. L'intrigue générale du roman est conservée mais est transposée à l'époque du film. Par exemple, Le Chiffre n'est plus un agent soviétique mais le banquier de terroristes, et Bond ne joue plus au baccara mais au poker Texas hold'em. De plus, plusieurs scènes d'action sont rajoutées et l'histoire se déroule dans plusieurs pays dont Madagascar, les Bahamas, les États-Unis, le Monténégro et l'Italie.

### Jeu vidéo
Le jeu vidéo 007: Quantum of Solace sorti en 2008, s'il n'est pas une adaptation directe du roman, refait vivre au joueur des scènes du film Casino Royale de 2006. Ce jeu de tir à la première personne est développé par Treyarch et Beenox et édité par Activision. Il est disponible sur Microsoft Windows, PlayStation 2, PlayStation 3, Xbox 360, Wii et Nintendo DS.